# コバホウライシダ
コバホウライシダ（小葉蓬莱羊歯、学名：Adiantum raddianum）は、イノモトソウ科ホウライシダ属の薄嚢シダの1種。細かに枝分かれして団扇状の小葉を着ける姿が美しく、温室で栽培される。日本にも自生があるホウライシダもよく栽培されるが、本種の方がより多く栽培され、また園芸品種も多く出回っている。

## 名称
学名 Adiantum raddianum（アジアンタム・ラッディアヌム）の種形容語は、イタリアの植物学者であるラッディ (G. Raddi) にちなむ。以前は A. cuneatum の学名が用いられた。和名としてはカラクサホウライシダの名もある。園芸分野では単に「アジアンタム」で流通することも多い。

## 特徴
根茎はごく短く横に這い、分岐する。葉は、2回羽状複葉から4回羽状複葉で、多数が互いに接するように出る。葉身は長さ15–30 cm（センチメートル）で、概形は長三角形から披針状卵形をなす。小羽片は扇状で、基部は楔形。葉脈は葉の縁にある鋸歯のへこみに達する。偽包膜は円腎形で、葉にある切れ込みの底の部分にでき、胞子嚢群を包んでいる。

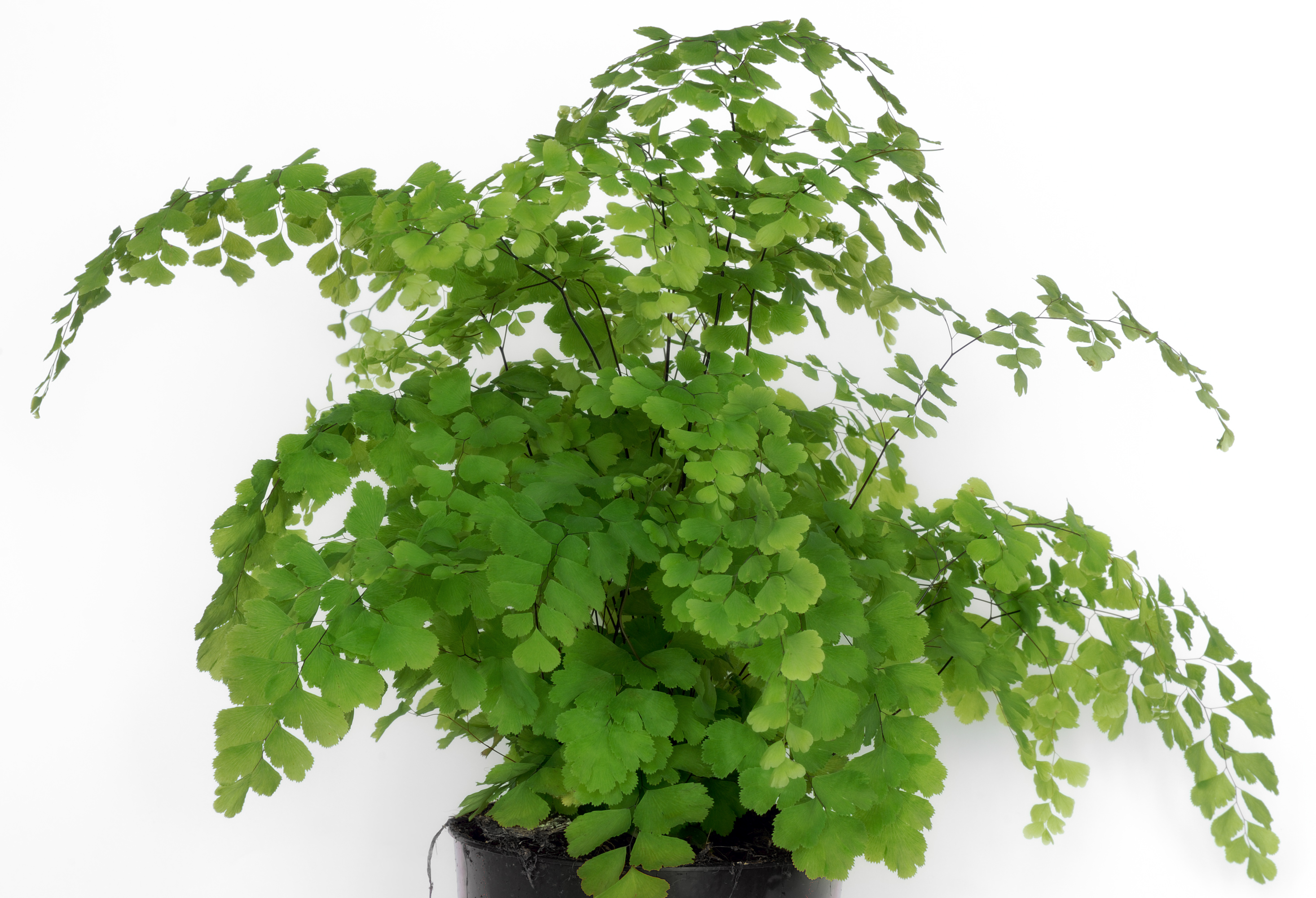
草姿、側面
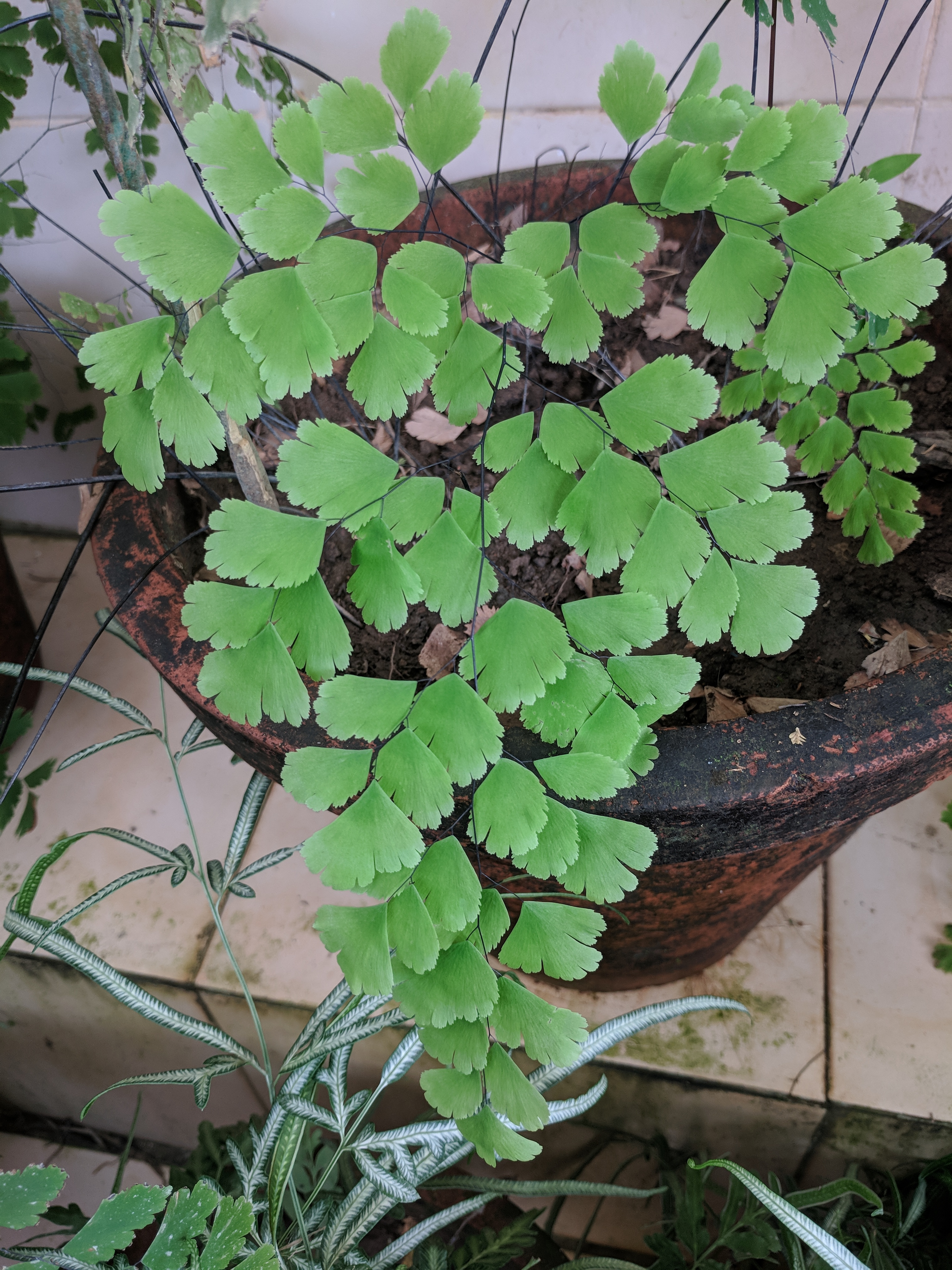
葉身
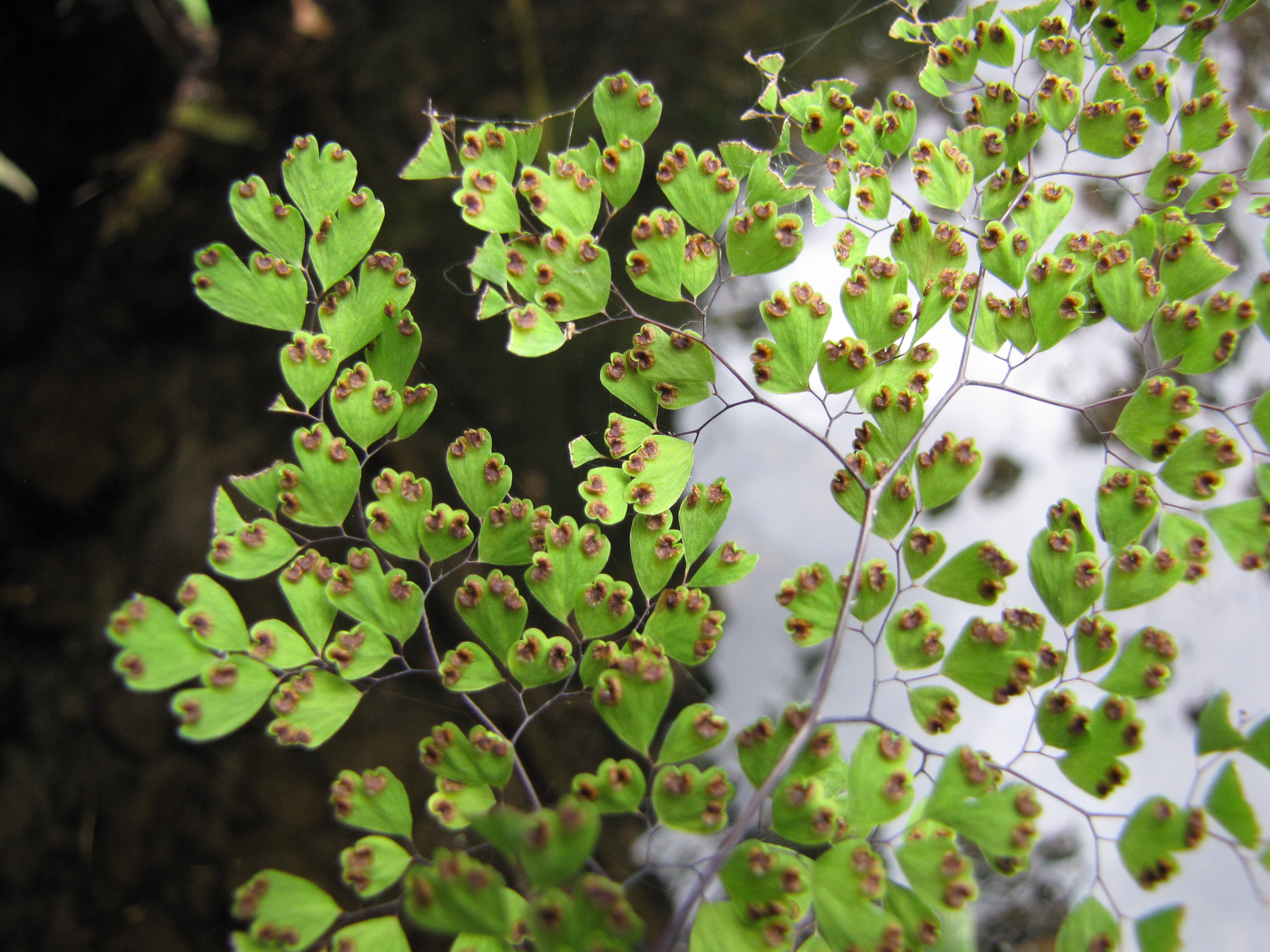
葉の裏面・偽包膜が見える
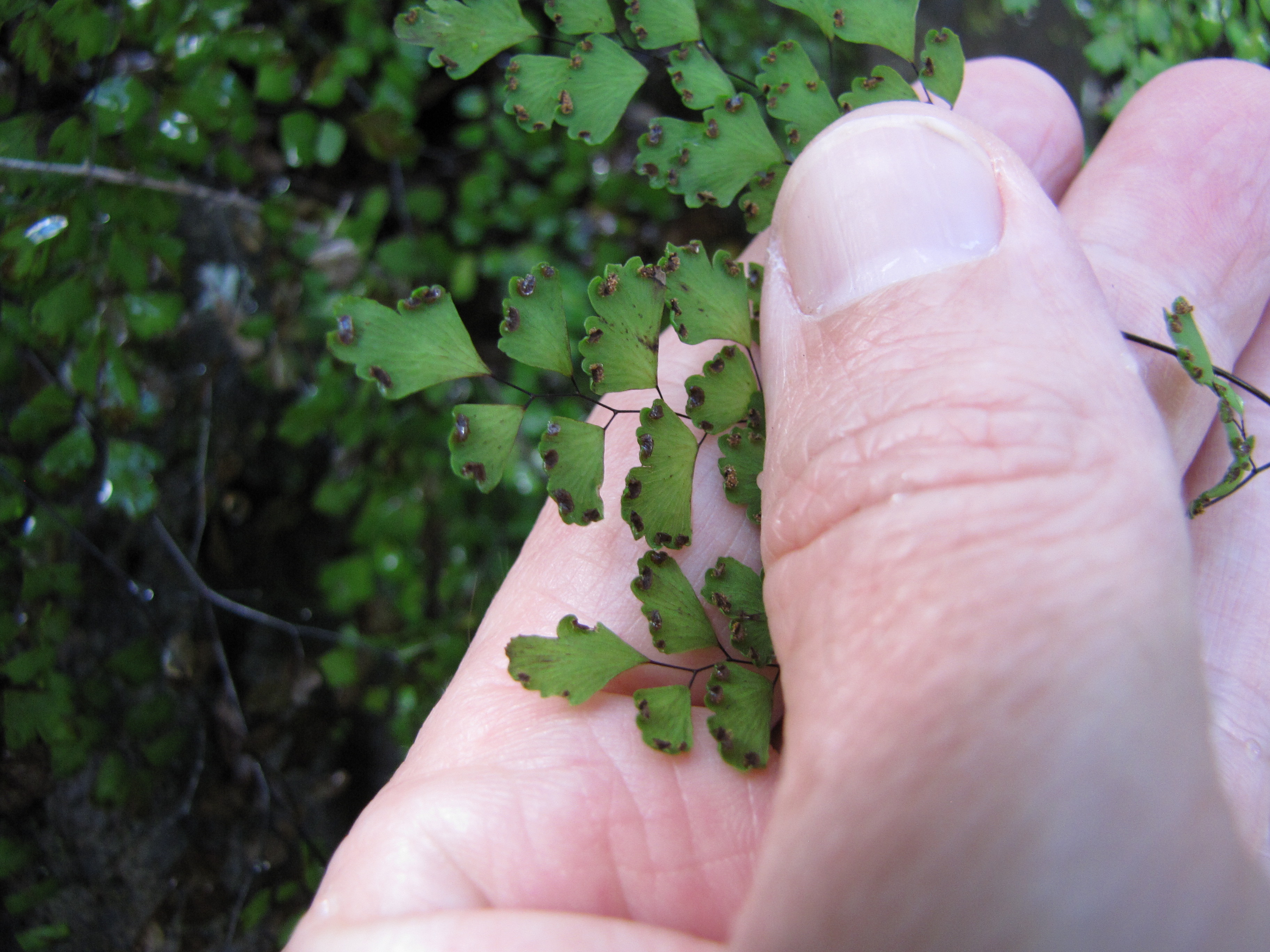
やや拡大

## 分布
熱帯アメリカが原産である。

## 利用
観賞用に栽培され、日本で「アジアンタム」の名で市販・流通しているものは、ほとんどが本種に属するものである。日本には明治の中期に持ち込まれたもので、性質は強健で栽培は容易であるが、越冬には最低で5℃が必要である。
原種のままのものも栽培されるが、たくさんの園芸品種が知られる。
- セッカホウライシダ ‘Cristatum’：葉先が帯化したもの。全体にやや小型。
- フリッツ・ルーシー ‘Fritz Luthii’（別名：フリッツ・ルース ‘Fritz Luth’[2]）：代表的な園芸品種の一つ。葉は3–4回羽状複葉で、先端が垂れないで全体にやや直立気味に立ち上がる[2]。
- フラグランティッシムム ‘Fragrantissimum’：やや大型になり、背丈は30–75 cm にもなる。葉はあまり密生せず、4回羽状複葉で[2]、小羽片はやや丸みがあって暗緑色になり、全体に粗な感じになる。
- グラキリムム ‘Gracilimum’：葉身が4–6回羽状複葉と細かく分かれ、小羽片は長さ、幅共に3–5ミリメートル (mm) 程ととても小さい。そのために繊細、優美に見え、鉢植えに好まれる。
- マタドール ‘Matador’：葉は淡緑色で細かく羽状に裂ける。
- ミクロフィルム ‘Microphyllum’：小羽片がごく小さく、草丈は低くては先は垂れる。非常に繊細な感じになる。ヒメカスミホウライシダとの和名がある。
- オーシャン・スプレー ‘Ocean Spray’：葉は密集して反り返り、小羽片は幅1 cmほどになる。
- ビクトリアズ・エレガンス ‘Victoria's Elegans’：小羽片が小さく、優雅な感じになる[2]。

## 類似種
日本にも自生があるホウライシダ（学名：A. capillus-veneris）は本種コバホウライシダとよく似ている。本来の分布域は四国、九州から南であるが、それ以北の地でも栽培品の逸出によって野外で見られる場合がある。
ホウライシダでは小羽片の基部が広いくさび形となっており、コバホウライシダより幅広い形になる。また葉脈は鋸歯の先端に達し、偽包膜は羽片の裂片の先端に一つずつついている。

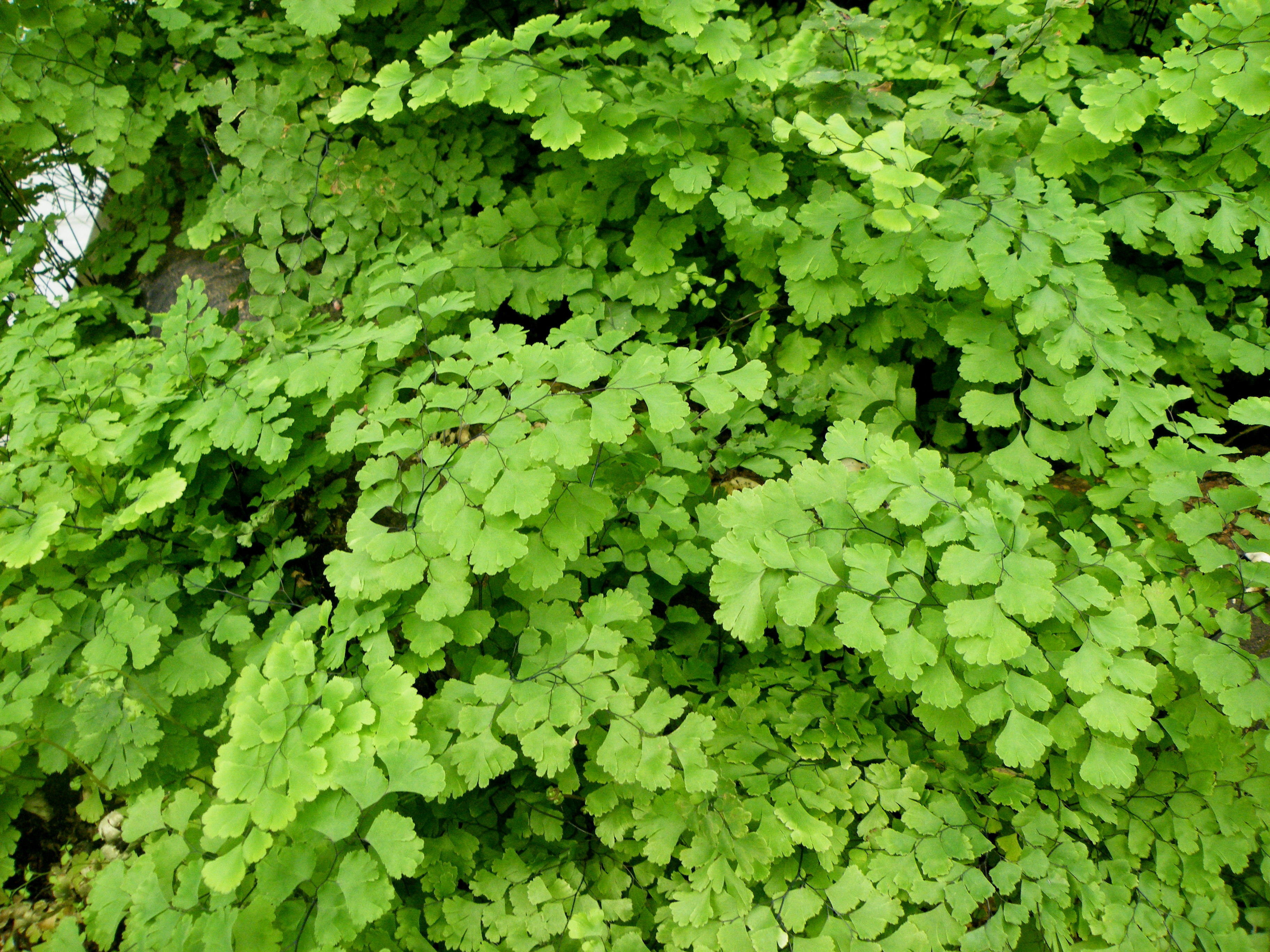
ホウライシダ・葉
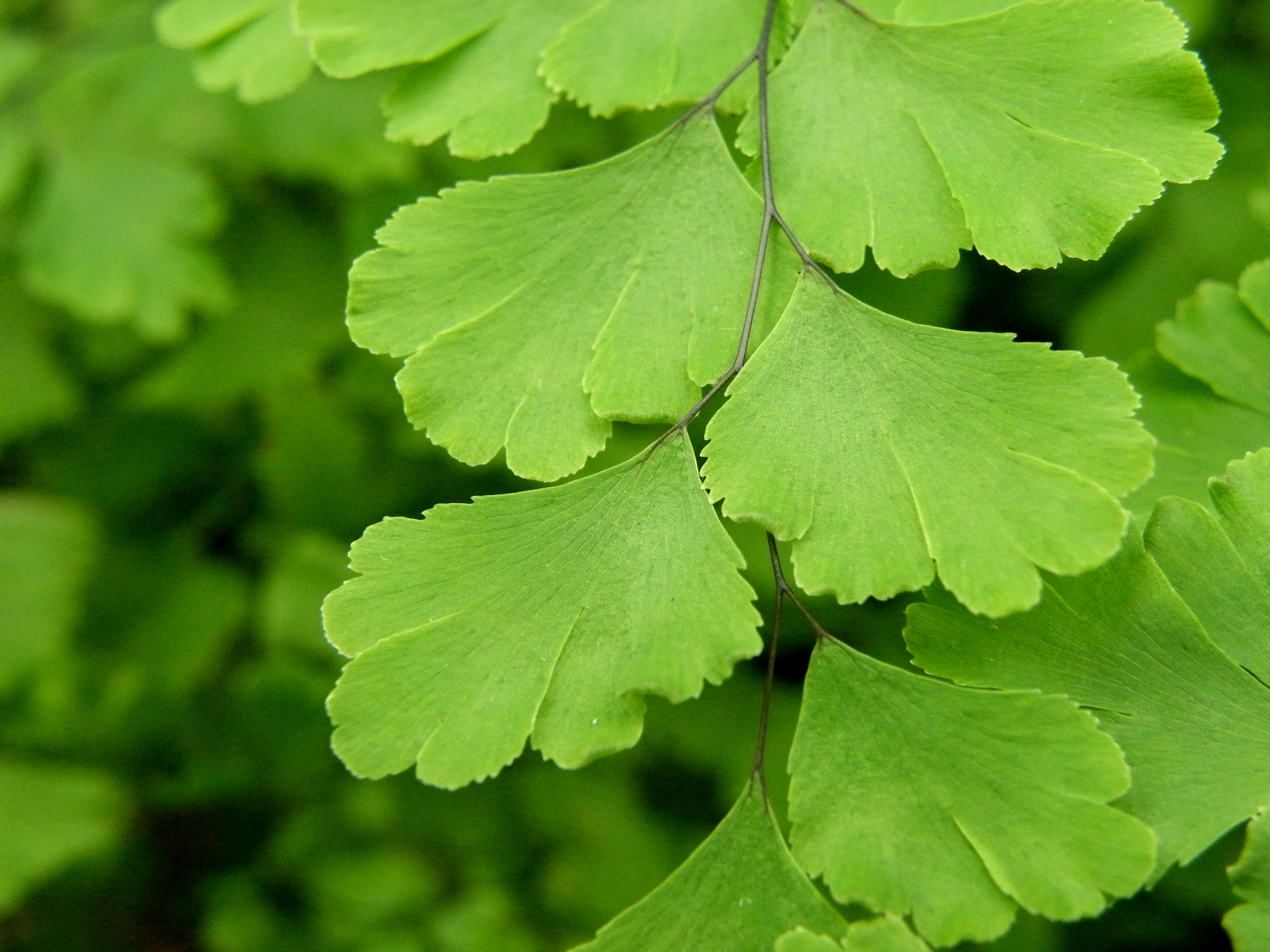
同・小羽片
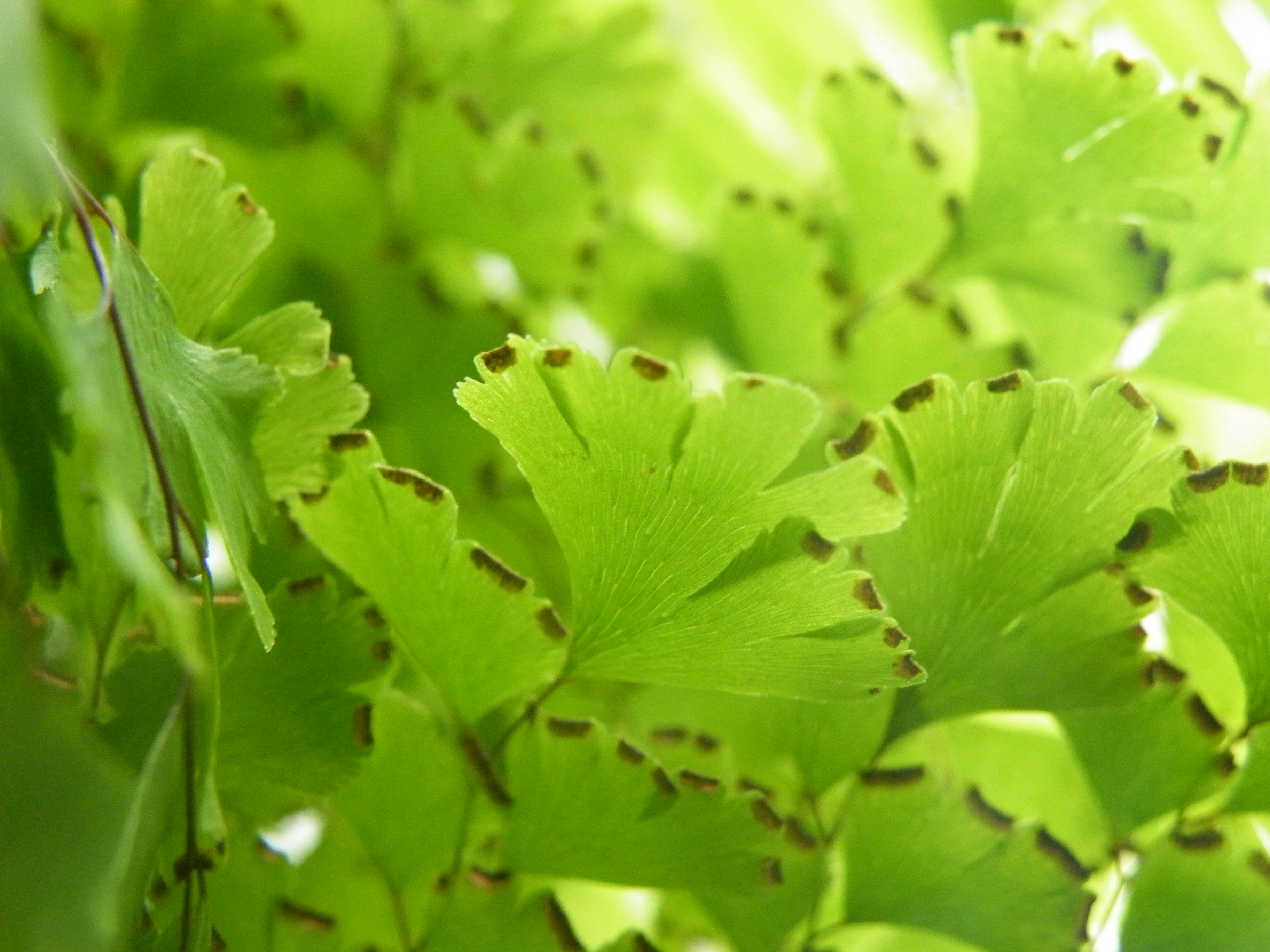
同・葉裏の偽包膜